# أبطال الكرة (مسلسل فرنسي)
أبطال الكرة (كرة قدم الشوارع) (Foot 2 rue) هو اسم مسلسل رسوم متحركة فرنسي مقتبس من رواية La Compagnia dei Celestini من تأليف الكاتب الإيطالي ستيفانو بيني.

## الموسيقى
- أغنية البداية: Street Football
  - غناء: أخناتون

## الدبلجة العربية
تم عرض الدبلجة العربية للموسم الأول في صيف 2006 في قناة إم ‌بي ‌سي 3.
تم عرض الموسم الثاني في نفس القناة في أول 2012.

## وصلات خارجية
- أبطال الكرة على موقع IMDb (الإنجليزية)
- أبطال الكرة على موقع كينوبويسك (الروسية)
- أبطال الكرة على موقع ألو سيني (الفرنسية)
- أبطال الكرة على موقع قاعدة بيانات الفيلم (الإنجليزية)

- صفحة IMDb